# Guéré (Burkina Faso)
Pour les articles homonymes, voir Guéré.
Guéré est une commune rurale située dans le département de Guiba de la province du Zoundwéogo dans la région Centre-Sud au Burkina Faso.

## Géographie
Guéré est localisé dans l'extrême-nord du département à environ 10 km au nord-ouest de Guiba et à 20 km au nord-ouest du centre de Manga. Le village est situé à 5 km à l'est de la route nationale 5.

## Santé et éducation
Guéré accueille un centre de santé et de promotion sociale (CSPS) tandis que le centre médical (CMA) le plus proche se trouve à Manga.